# Station Lienz Peggetz
Station Lienz is een spoorwegstation aan de Drautalspoorlijn in de wijk Peggetz in het oosten van de stad Lienz (Oostenrijk-Oost-Tirol).